# North American A-5 Vigilante
North America A-5 Vigilante je nadzvučni bombarder američke ratne mornarice namijenjen djelovanju s nosača zrakoplova. Iako je bio dizajniran kao jurišnik za dostavu nuklearnog naoružanja, najčešće se koristio kao zrakoplov za izviđanje te se intenzivno koristio tijekom Vijetnamskog rata.

Od samog početka Vigilante je bio riznica najnaprednijih aerodinamičkih rješenja i elektroničkih tehnologija, koje su ga na kraju "došle glave". Tako je iz operativne uporabe povučen već 1979. a avion kojeg je trebao zamijeniti - A-3 Skywarrior je i dalje je ostao u operativnoj uporabi. Isto kao i bombarder B-52 Stratofortress koji je nadživio većinu modernih nadzvučnih bombardera.

## Razvoj

### Početak
Početkom pedesetih godina prošlog stoljeća ubrzani razvoj zrakoplovnih tehnologija omogućio je razvoj borbenih zrakoplova koji će letjeti brže od 2000 km/h. Taj razvoj tehnologija željela je iskoristiti i američka ratna mornarica kako bi svoje nosače zrakoplova opremila najmodernijim lovcima i bombarderima. Jedan od njih trebao je biti i nadzvučni palubni strateški bombarder za nuklearne udare koji bi zamijenio ostarjele nuklearne bombardere Douglas A-3 Skywarrior i North American AJ Savage. Njihova najveća mana bila je premala brzina leta (nisu mogli probiti zvučni zid) zbog čega bi bili laki ciljevi za tada najnovije sovjetske lovačke avione.
I prije nego što je američka ratna mornarica objavila službeni zahtjev za razvojem novog nadzvučnog bombardera tvrtka North AMerican Aviation je u studenom 1953. počela privatni projekt razvoja nadzvučnog bombardera NAGPAW (North American General Purpose Attack Weapon), naknadno označen kao NAA-233. Razvoj novog bombardera dodijeljen je Franku G. Comptonu. Nakon što se američka ratna mornarica zainteresirala za NAGPAW cijeli je projekt prilagođen njezinim zahtjevima. To je značilo da će novi bombarder dobiti dva turbomlazna motora dovoljno snažna da ga potjeraju do brzina većih od 2 Macha, najmodernije sustave za elektroničko djelovanje i prostor za borbeni teret (nuklearnu bombu) smješten između motora kako bi se mogao izbacivati tijekom propinjanja (kako bi avion lakše izbjegao udarno djelovanje nuklearne eksplozije). Razmatrala se i mogućnost ugradnje raketnih motora na tekuće gorivo koji bi se aktivirali kad bi avion došao iznad cilja, radi naglog ubrzanja. Ideja je odbačena jer ratna mornarica nije željela skladištiti opasno tekuće gorivo za raketne motore na svojim nosačima zrakoplova.

Nakon što je do sredine 1955. cijeli projekt prošao nekoliko revizija i promjena 29. kolovoza 1956. North American je dobio ugovor za proizvodnju dva prototipa. Prvi je dobio oznaku YA3J-1 Vigilante, te je dovršen 16. svibnja 1958. Prvi je let obavio već 31. kolovoza iste godine. Avionom je upravljao tadašnji šef testnih pilota North Americana Dick Wenzel. Drugi je prototip poletio u studenom 1958. da bi, zbog otkazivanja eletkričnih i hidrauličkih sustava, bio izgubljen 3. lipnja 1959.

### Nove tehnologije
S obzirom na sve napredne tehnologije koje je Vigilante ujedinio razvoj je bio začuđujuće brz. Zapravo nijedan avion u povijesti zrakoplovstva nije objedinjavao u sebi toliko novih tehnologija kao prvi Vigilante. Da bi dosegnuo brzine veće od 2 Macha, prvi je dobio automatsku regulaciju presjeka usisnika i mlaznika motora. Glavne noge masivnog stajnog trapa dobile su samo jedan kotač. Prije uvlačenja noge su se morale zarotirati za 90 stupnjeva kako bi mogle ući u uski prostor u usisniku zraka.

Za pogon su odabrana dva turbomlazna motora General Electric YJ79-GE-2 koja će se ugrađivati i na palubni lovac F-4 Phantom II. Zbog velike snage motora prostor za njihov smještaj uglavnom je napravljen od titanija. Kako se tijekom rada jako grijao prostor je obložen zlatnom folijom koja je trebala spriječiti nekontroliran prijenos topline prema unutrašnjosti trupa. Bombarder je dobio velike unutarnje spremnike za gorivo kako bi imao dostatan dolet i pri dužoj uporabi sustava za naknadno izgaranje. Ugrađen je i izvlačiv priključak za punjenje gorivom u letu.
Ugrađen mu je i pomični okomiti stabilizator te diferencijalni vodoravni stabilizatori-kormila. Zahvaljujući uporabi predkrilca i zakrilca dobio je i strelasto krilo male površine. Krila su opremljena spojlerima (zračnim kočnicama), po tri na svakom krilu. Osim što su rabljeni tijekom slijetanja za naglo usporavanje i oduzimanje uzgona krila, spojleri su rabljeni i tijekom leta za kontrolu naginjanja (umjesto elerona). Kako bi se krilu povećao uzgon tijekom sporog prilaska kratkoj sletnoj stazi nosača zrakoplova, uporabljen je sustav prisilnog opstrujavanja zakrilca. Inačica A-5B dobila je i sustav prinudnog opstrujavanja kroz otvore duž čitavog napadnog ruba krila čime je omogućeno da avion ponese dodatni teret (dodatni spremnik za gorivo zapremine 6800 kilograma). Kako bi mogao stati u hangar nosača zrakoplova, Vigilante je dobio preklopni okomiti stabilizator. Za smanjenje širine vrhovi krila su se preklapali pod 90 stupnjeva, otprilike do visine preklopljenog okomitog stabilzatora.
Dva člana posade (pilot i navigator/operater sustava) sjedili su jedan iza drugog u odvojenim kabinama. Zbog toga je pilot dobio mogućnost pokretanja zajedničkog procesa izbacivanja iz aviona neovisno o navigatoru (koji se mogao i sam katapultirati). Posada je sjedila na katapultrajućim sjedalima North American HS-1.

I dok je pilot mogao uživati u izvrsnoj vidljivosti kroz velike prozore, navigator je dobio dva prozorčića. Zapravo su projektanti originalno zamislili da navigator uopće ne dobije prozore. Kao razloge navodili su potrebu zatamnjenja kabine radi lakšeg očitavanja podataka s displeja, te bolju zaštićenost od svjetlosti koja se javlja tijekom nuklearne eksplozije. Zbog jako negativnih reakcije navigatora na kraju su ipak pristali postaviti dva mala prozora.
Posebno poglavlje bila je napredna, ali i jako kompleksna elektronička oprema. Vigilante je tako dobio jedan od prvih fly-by-wire sustava kontrole leta. Kako je cijeli sustav bio tek na početku razvoja, te je patio od raznih nedostataka (između ostalog i nepouzdanosti), projektanti su ugradili i mehaničko-hidraulički sustav. Iako je Vigilante dobio navigatora, koji se doduše morao brinuti i o radu svih ostalih elektroničkih sustava, zbog potreba povećanja preciznosti napada ugrađen je računalni navigacijsko/napadajni sustav AN/ASB-12 koji je sve podatke prikazivao na head-up prikazniku PPDI (Pilot's Projected Display Indicator) koji je radio u sprezi s višenamjenskim radarom. Navigator je radarsku sliku mogao vidjeti na posebnom displeju. Tako je Vigilante postao prvi bombarder, i jedan od prvih aviona koji je ušao u operativnu uporabu opremljen head-up prikaznikom.

Osnova navigacijskog sustava bio je podsustav REINS (Radar-Eyuipped Inertial Navigation System) razvijen na osnovama sličnog sustava razvijenog za uporabu na nadzvučnom krstarećem projektilu Navaho. Osim radara pod nos je postavljena i TV kamera za lakše prepoznavanje i identifikaciju ciljeva. Slika kamere prikazivala se na head-up prikazniku i radarskom displeju navigatora. Sve te sustave ujedinjavalo je digitalno računalo (jedno od prvih uopće) nazvano VERDAN (Versatile Digital Analyzer). Doduše piloti su kratica VERDAN češće tumačili kao Very Effective Replacement for a Dumb-Ass Navigator. Naravno, toliko napredne tehnologije na jednom mjestu moglo je značiti samo jedno - potpunu nepouzdanost.

## Operativna uporaba
Prvi serijski A3J-1Vigilante poletio je 1960. Dobio je snažnije motore J79-GE-8 potiska 48,5 kN. Uporabom sustava za naknadno izgaranje potisak bi se povećavao na 75,6 kN. Isti je motor ugrađen na lovački avion F-4B Phantom II, što je značilo znatno olakšavanje održavanja aviona na nosačima.

Prije ulaska u operativnu uporabu Vigilante je morao proći težak test mogućnosti djelovanja s nosača zrakoplova. Prva su testiranja obavljena u srpnju 1960. Kako bi lakše "progurali" dobivanje novca za njegovu nabavu mornarica je organizirala rušenje nekoliko rekorda. Tako je 13. prosinca 1960. mornarički probni pilot kapetan fregate Leroy Heath, s poručnikom bojnog broda Larryjem Monroeom kao navigatorom, uspio s Vigilanteom postići brzinu od 2,1 Machova i visinu od 27 750 metara (91 000 stopa). Na toj visini avion više nije mogao ostvariti uzgon na krilima, a zbog nedostatka kisika u zraku ugasili su se i motori. Zbog toga je uslijedio strmoglavi pad. Međutim, posada je znala što će se dogoditi te je Heath uspio stabilizirati avion i ponovno upaliti motore.
Isporuka serijskih A3J-1 u postrojbe mornaričkog zrakoplovstva krenula je 1961. da bi zadnji avion bio isporučen već 1963. U to vrijeme dobio je novu oznaku A-5A, nakon što je u rujnu 1962. na snagu stupila nova odluka o jedinstvenom sustavu označavanja svih zrakoplova američkih oružanih snaga.
Unatoč svim svojim naprednim tehnologijama posade i tehničko osoblje baš i nisu dobro prihvatili Vigilnatea. Najviše je prigovora bilo na elektroničke sustave, posebno na njihovu (ne)pouzdanost. Tako je tijekom testiranja VERDAN računalni sustav imao MTBF (mean time between failure - prosječno vrijeme između dva kvara) od "čak" 15 (petnaest) minuta. Ipak s vremenom se VERDAN "popravio" te je MTBF narastao na prihvatljivih 240 sati.

Unatoč svim naprednim rješenjima, posebno što se tiče povećanja uzgona krila, operacija slijetanja na palubu nosača nije bila lagani posao. Osim što je bio velik, Vigilante je bio mekan i "vruć". Tijekom malo grubljeg slijetanja avion bi "odskočio" pri čemu bi nosni kotač često eksplodirao te se počeo ljuštiti. Nakon drugog udara o palubu dijelovi prednjeg kotača bi se još jače raspršili te bi često uletjeli u usisnike i kroz njih u kompresore motora. Zbog toga je konstrukcija nosne noge temeljito primijenjena. Nakon što su se piloti privikli na veličinu Vigilantea problemi sa slijetanjem na nosače su se bitno smanjili, iako su priče ostale. Djelomično i zbog njih, ali i zbog svoje veličine, piloti Vigilantea su dobili poseban status koji su oni, šireći često prenapuhane priče, dodatno njegovali. Iako su piloti lovaca Vigilante često opisivali kao slona kapetan korvete Ken Enney je to zorno opovrgnuo u simuliranoj zračnoj borbi s palubnim lovce Vought F-8 Crusader. S malo goriva i na visinama iznad 6000 metara Vigilante je bez problema izmanevrirao Crusadera.
Zbog naglog razvoja balističkih projektila s nuklearnim bojnim glavama i podmornica s nuklearnim pogonom, zainteresiranost američke ratne mornarice početkom šezdesetih godina prošlog stoljeća za uporabu Vigilantea kao nuklearnog bombardera naglo je splasnula. Pojava balističkog projektila UGM-27 Polarisa namijenjenog uporabi s podmornica značila je i kraj karijere Vigilanta kao palubnog bombardera za nuklearne udare. S obzirom na to da je na njegov razvoj potrošeno 200 milijuna dolara, te da je cijena svakog dovršenog Vigilantea bila 10 milijuna dolara, američka ratna mornarica se nije htjela odreći njegovih "usluga", tim prije što je avion tek ušao u operativnu uporabu. Kako su studije pokazale da Vigilante nije pogodan da ga se pretvori u klasičnog jurišnika (za tu je ulogu odabran Grumanov Intruder) trebalo je pronaći nešto drugo. Na kraju je zaključeno da su njegova brzina, velik dolet i izvrstan operativni vrhunac leta odlična osnova da ga se pretvori u izvidnički avion.

## Inačice

### A-5B
Razvoj inačice A-5B započeo je 1961. da bi prvi prototip poletio u travnju iduće godine. Najuočljivija razlika u odnosu na A-5A bila je "grba" na gornjoj strani aviona u kojoj su smješteni dodatni spremnici za gorivo. Ugrađeni su veći i duži flapsovi, te je promijenjen način prisilnog opstrujavanja krila u kojem je zrak iz motora ispuštan na prednjem umjesto na stražnjem dijelu gornje površine krila. Pod krila su dodani podvjesnici, pod svako po dva, nosivosti 950 kilograma. Modificirani su i usisnici zraka. Pojačane su i kočnice kako bi se mogle nositi s povećanjem mase.
Američka ratna mornarica je naručila 18 A-5B, ali prije nego što je poletio prvi serijski primjerak mornarica je odustala od uporabe Vigilantea u ulozi nuklearnog bombardera. Zbog toga je dovršeno samo šest A-5B i svi su rabljeni za obuku posada koje će poslije letjeti na izvidničkom RA-5C. Ostatak narudžbe od 12 aviona naknadno je dovršeno kao RA-5C.

### RA-5C
North American je imao sreću da je razvoj izvidničkog RA-5C tekao istodobno s razvojem A-5B te je prvi let obavljen već 30. lipnja 1962. RA-5C je dobio sva tehnička rješenja namijenjena A-5B, uključujući "grbu", veće flapsove i novi sustav za prisilno opstrujavanje. Letna su testiranja pokazala da novi način prisilnog opstrujavanja uzima znatno više snage motora nego prijašnji. Kako je RA-5C bio znatno teži od A-5A, to je značilo i osjetni gubitak letnih mogućnosti. Zanimljivo je da je RA-5C dobio mogućnost nošenja oružja iako nije poznato da je ijedan primjerak ikad uporabljen u borbenim zadaćama uništavanja ciljeva na zemlji.
Naravno, najveća razlika između A-5B i RA-5C bila je u ugrađenim sustavima, koja se u slučaju RA-5C sastojala od najsuvremenije izvidničke opreme. Osim što je TV kamera pod nosom postala sastavni dio izvidničkih sustava ostala je oprema smještena u prostor ispod trupa koji je kod A-5A bio namijenjen nošenju nuklearne bombe. Zahvaljujući velikoj nosivosti i velikom prostoru za smještaj sustava RA-5C je dobio toliko raznoliku opremu koju ne nose ni današnji najsuvremeniji izvidnički avioni. Oprema se sastojala od dvije fotografske kamere K-51A/B, kamera KA-50A i KA-62A namještene za okomito i bočno snimanje. One su upotpunjene raznolikom kombinacijom filmskih kamera za panoramsko, fokusirano i okomito snimanje, između ostalog kamerama KA-58A i KA-57A (namijenjena snimanju s malih visina). Suvremeniji dio opreme bio je infracrveni motrilački sustav AN/ASS-21 koji je omogućavao kontinuirano infracrveno snimanje "toplih" ciljeva kao što su bili skriveni kamioni ili tenkovi, sa zonom motrenja od čak 140 stupnjeva.
Za motrenje na velikim udaljenostima, noću i pri vrlo lošoj vidljivosti rabio se Westinghouse AN/APD-7 side looking airborne radar (SLAR) sustav s bočno usmjerenom antenom. RA-5C tijekom izvidničkih zadaća nije bio naoružan te se oslanjao na pasivni sustav za elektronske protumjere (PECM - passive electronics countermeasures) AN/ALQ-61 Electronic Reconnaissance System. Po današnjim standardima AN/ALQ-61 je ELINT (ELectronic INTelligence). Zadaća sustava je bila prikupljanje podataka o radarskim zračenjima, s naglaskom na koordinate, frekvencije i snagu zračenja. Sustav je imao dovoljno memorijskih kapaciteta za spremanje 112 minuta podataka nadzora. Kao potpora AN/ALQ-61 rabljen je i PECM sustav AN/ALQ-21. Za snimanje u noćnim uvjetima na manjim udaljenostima rabio se stroboskop (bljeskalica). Električnu energiju za njegovo napajanje osiguravao je generator smješten u stražnji dio podvjesnika pokretan malom elisom. Za upravljanje svim tim sustavima bio je zadužen drugi član posade označen kao RAN (reconnaissance-attack navigator).
RA-5C u operativnu je uporabu uveden 1964. Prvotna narudžba je bila za 43 nova RA-5C te za još 12 A-5B koji su naknadno dovršeni kao RA-5C. Uz to još su 43 A-5A i A-5B (koji su već ušli u operativnu uporabu) naknadno modificirali u RA-5C. Nakon toga proizvodnja je zaustavljena. Međutim, tijekom Vijetnamskog rata RA-5C pokazao se učinkovitim izvidničkim avionom te je američka ratna mornarica 1968. naručila dodatnih 46 primjeraka. Dovršeno je samo 36, a zadnji je napustio proizvodnu halu u kolovozu 1970. Ova zadnja serija razlikovala se po novim motorima J79-GE-10 potiska 79,46 kN s naknadnim izgaranjem i modificiranim usisnicima zraka.

### RA-5C u operativnoj uporabi
Nakon što je uveden u operativnu uporabu 1964. RA-5C je gotovo istodobno poslan u prve borbena zadaće u jugoistočnu Aziju. Prva izvidnička zadaća obavljena je već u kolovozu iste godine. U početku se mornarica bojala da bi nakon obaranja nekog od RA-5C Sjevernovijetnamci (a potom i Sovjeti) mogli doći do nekih naprednih sustava ugrađenih u avion pa su ih u početku striktno rabili samo iznad Južnog Vijetnama. Ubrzo su zaključili da to nema smisla i Vigilanti su poslani i u zadaće izviđanja Sjevernog Vijetnama. Pritom su rabljeni za najrazličitije zadaće. Rutinske su bile nadzor kretanja i zone koncentracije neprijateljskih snaga, te snimanje ciljeva prije i nakon napada radi procjene stupnja uništenja. Zanimljivo je da su ih rabili i za izradu preciznih zemljovida Južnog i Sjevernog Vijetnama.
Zahvaljujući svojoj velikoj brzini Vigilantei su se mogli rabiti i za izviđanja u posebno opasnim zonama. Praksa je pokazala da su unatoč manjem odnosu potiska i mase Vigilanteiji u letu često bili znatno brži od palubnih lovaca F-4 Phantom II koji su ih morali štititi od sjevernovijetnamskih MiG-ova. Piloti Vigilantea su otkrili da imaju dovoljno goriva preletjeti neprijateljski prostor s uključenim sustavom za naknadno izgaranje koji je osiguravao brzine krstarenja veće od jednog Macha. Pritom bi zadanu zonu motrenja (cilj) preletali na visinama između 2100 i 2400 metara. Ugrađena oprema im je omogućavala da ne moraju cilj izravno preletjeti što im je znatno olakšavalo posao.

Zahvaljujući brzini i pokretljivosti Vigilante je redovito uspijevao izmanevrirati sjevernovijetnamske projektile zemlja-zrak. Isto tako praksa je pokazala da je stroboskop neuporabljiv iz više razloga. Osim što se je morao rabiti s malih visina fotografije snimljene uz njegovu uporabu redovito su bile mutne. Uz to njegova je uporaba otkrivala položaj aviona što je redovito dovodilo do koncentracije paljbe protuzračnog topništva. Poznato je da je stroboskop rabljen tijekom 1967. iznad luke Haiphong s vrlo lošim rezultatima. Kao i kod A-5A i kod RA-5C najviše je problema bilo s elektroničkim sustavima, posebno s njihovom (ne)pouzdanošću.
Unatoč svim dobrim odlikama letenje na Vigilanteu nije bilo nimalo lako ni bezopasno. Tijekom Vijetnamskog rata izgubljeno je 18 RA-5C - 13 je oboreno paljbom protuzračnog topništva, dva su oboreni projektilima zemlja-zrak, a samo je jednog uspio oboriti MiG-21. Dva su izgubljena iznad neprijateljskog područja u nikad razjašnjenim okolnostima. Najopasnije su bile zadaće procjene uništenja cilja jer su Vigilantei morali djelovati u najgušćoj protuzračnoj obrani. Kako su djelovali duboko u neprijateljskom teritoriju spašeno je samo devet članova posade, dok ih je 27 poginulo ili zarobljeno.
Nakon američkog povlačenja iz Vijetnama počelo je i povlačenje RA-5C iz operativne uporabe. Naime, američka ratna mornarica je zaključila da je Vigilante presložen i preskup za održavanje, te da svojom veličinom zauzima previše prostora na palubama i u hangarima nosača zrakoplova. Povlačenje je počelo već 1974. a zadnja eskadrila je povučena s nosača USS Ranger 1979. Zadnja eskadrila opremljena RA-5C Vigilantima službeno je raspuštena 1980.

## Tehničke karakteristike (A-5A Vigilante)
Osnovne karakteristike
- posada: 2
- dužina: 23,32 m
- raspon krila: 15,15 m
- površina krila: 70 m2
- visina: 5,9 m

Letne karakteristike
- najveća brzina: 2.123 km/h
- dolet: 2.075 km
- brzina penjanja: 40,6 m/s
- najveća visina leta: 15.880 m
- specifično opterećenje krila: 308,3 kg/m
- motor: 2 x General Electric J79-GE-8 turbomlazna motora